# 松山幸雄
松山 幸雄（まつやま ゆきお、1930年4月3日 - 2021年10月30日）は、日本のジャーナリスト。

## 人物
東京都出身。1953年東京大学法学部卒、朝日新聞社に入り、政治部、ワシントン特派員、ニューヨーク支局長を経て74-76年アメリカ総局長。論説委員兼編集委員、論説副主幹、1983年論説主幹、1985年取締役。退任後は、ハーヴァード大学客員研究員、1993年共立女子大学教授。1976年ボーン・上田記念国際記者賞、1977年『日本診断』で吉野作造賞、1978年日本記者クラブ賞、1986年ベストメン、1986年『国際対話の時代』で石橋湛山賞受賞。

## 著書
- 『日本診断』朝日新聞社 1977　のち文庫
- 『甘い国から来た男 親米家と反米家へ ナショナル・プレスからのレポート』潮出版社 1977　のち朝日文庫
- 『「勉縮」のすすめ 国際社会へ巣立つ世代に』朝日新聞社 1978　のち文庫
- 『しっかりせよ、自由主義』朝日新聞社 1982　のち文庫
- 『国際対話の時代』朝日新聞社 1985　のち文庫
- 『イメージ・アップ 国際感覚を育てるために』朝日新聞社 1989
- 『国際羅針盤 リベラル派、前へ』朝日新聞社 1991
- 『ビフテキと茶碗蒸し 体験的日米文化比較論』暮しの手帖社 1996
- 『自由と節度 ジャーナリストの見てきたアメリカと日本』岩波書店 2001
- 『鳩山から鳩山へ 歴史に学び、未来を診る』朝日新聞出版 2009
- 『国際派一代 あるリベラリストの回顧、反省と苦言』創英社/三省堂書店販売 2013
- 『頑張れ!日本 国際社会へ羽ばたく世代に』創英社/三省堂書店販売 2016

### 共著
- 『ニッポンはいま 朝日新聞論説スタッフの視点』 朝日カルチャーブックス 大阪書籍 1986

竹田純,大熊由紀子,田中豊蔵,西村秀俊,辰濃和男共著
- 『日米新時代 朝日新聞の視点』 朝日カルチャーブックス 大阪書籍 1988

久保田晃,中馬清福,田中豊,白井健策,大月信次共著